# Warg (mitologia)

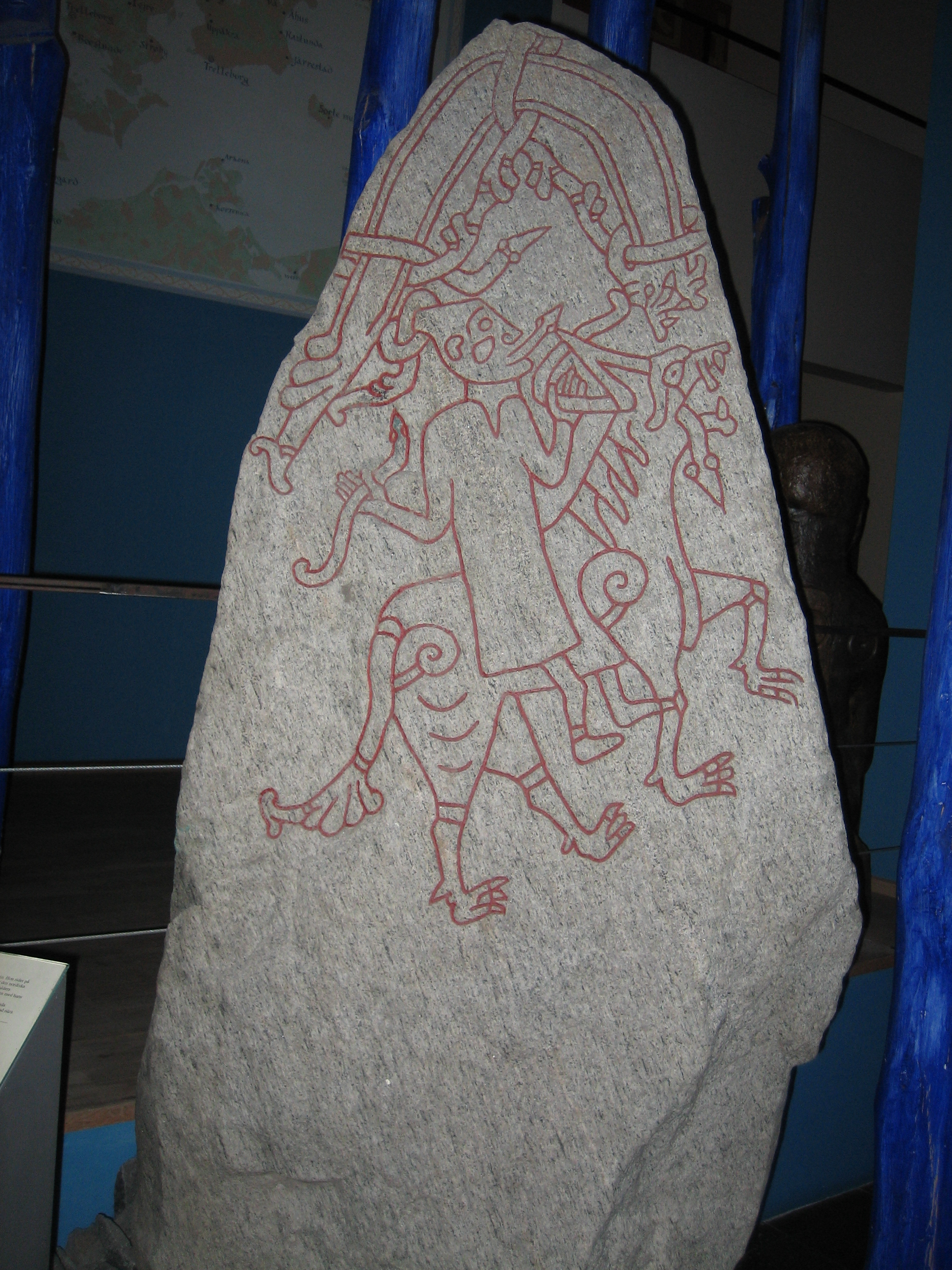
Un cavaliere di warg raffigurato su una pietra facente parte dell'Hunnestad Monument

Il warg è un tipo di lupo caratteristico della mitologia norrena, nella quale sono descritte belve particolarmente feroci quali Fenrir e i suoi figli Skǫll e Hati. Tali creature sono state riprese in una gran varietà di ambientazioni fantasy moderne (anche sotto il nome di worg), in particolare da J. R. R. Tolkien, che usò il termine per riferirsi a lupi di natura particolarmente malvagia.

## Etimologia
La radice etimologica sta nell'indoeuropeo hwergh, "stritolare", "strangolare", da cui il proto-germanico wargoz o wargaz, "strangolatore", da cui il norreno vargr, "fuorilegge", "malfattore", "fuoricasta": per un processo di associazione comune a molte culture, dove i fuorilegge, o le persone reiette dalla società, venivano identificate con i lupi (o con animali dalle caratteristiche simili, quali ghiottoni e volpi), il termine ha preso per estensione il significato di "lupo", affiancando il già esistente termine norreno úlfr.

## Mitologia norrena

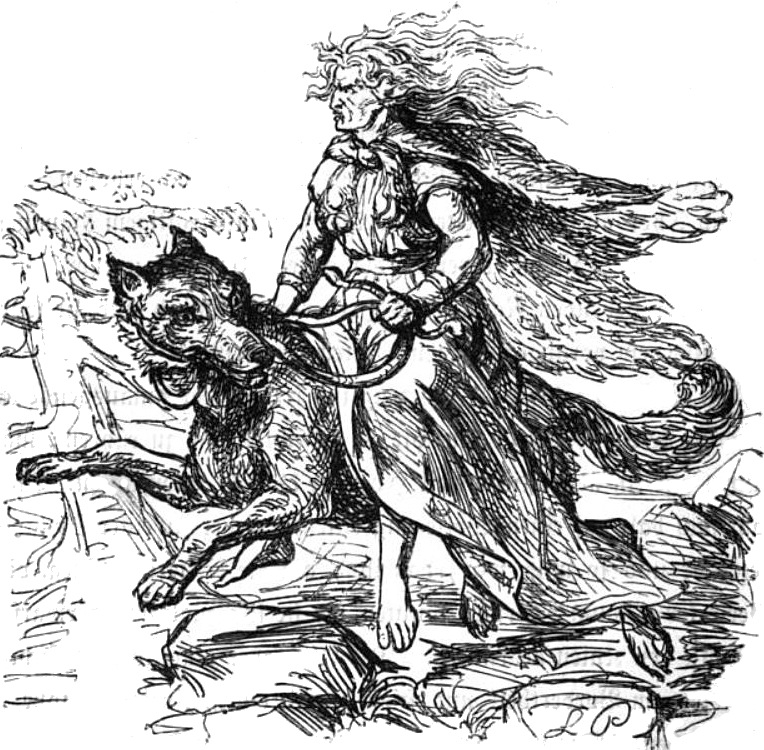
Hyrrokkin ritratta da Ludwig Pietsch (1865)

Nella mitologia norrena con warg si indicavano principalmente i lupi Fenrir, Sköll e Hati. Nella saga di Hervör a re Heidrek viene domandato da Gestumblindi (cioè Odino):
Qual è quella lampada
che splende sugli uomini,
ma le fiamme la inghiottono,
e gli warg cercano sempre di afferrarla.
Heidrek risponde che si tratta del Sole, spiegando:
Lei splende sopra ogni terra e illumina tutti gli uomini, e Sköll e Hatti sono chiamati warg. Essi sono lupi, uno che va dietro al sole, l'altro alla luna.
Ma i lupi servivano anche da cavalcature per più o meno pericolose creature umanoidi. Ad esempio, il Cavallo di Gunnr è un kenning che sta per lupo sulla pietra runica di Rök. Nel poema nordico Hyndluljóð la vǫlva (strega) Hyndla cavalca un lupo e al funerale di Baldr la gigantessa Hyrrokkin arrivò con un lupo.
Il termine ricorre anche nel Beowulf dove, alla riga 1518, la madre di Grendel viene descritta come un grund-wyrgen, cioè un "warg delle profondità".

## Caratteristiche nella saga di Tolkien

Un branco di Warg nel film Lo Hobbit - Un viaggio inaspettato

Gli Warg o Mannari Selvaggi sono una razza di creature appartenenti ad Arda, l'universo immaginario fantasy creato dallo scrittore inglese J.R.R. Tolkien.
All'epoca del Beleriand, Sauron creò questa razza, nelle viscere di Angband, imprigionando nei corpi di alcuni lupi selvaggi tremendi spiriti malvagi, i quali li trasformarono in bestie feroci e crudeli pienamente assoggettate al volere del male e del loro padrone Sauron, che da allora prese tra i suoi servi il nome di "Signore di Lupi Mannari". Dopo la loro creazione, gli Warg vissero principalmente nelle segrete di Angband e soprattutto nella roccaforte di Tol-in-Gaurhoth, un tempo fortezza dei Noldor chiamata Minas Tirith, situata sull'isola di Tol-Sirion. Dopo l'abissamento del Beleriand e la scomparsa di Morgoth, gli Warg si stabilirono all'ombra delle Montagne Nebbiose, sul Confine delle Terre Selvagge, dove vivono in branchi numerosi.
Queste creature, dalle fattezze di grossi lupi dall'ispido pelo grigio, dagli occhi rilucenti di rosso fuoco, e dal finissimo olfatto, hanno sempre comunicato tra loro grazie ad un orribile linguaggio, che ha permesso loro di sviluppare amicizia ed una collaborazione con gli Orchi. Con essi organizzano scorrerie nelle quali si fanno cavalcare proprio come i cavalli dagli Uomini. Durante la terza era, i loro attacchi sono esclusivamente diretti ai danni dei boscaioli, che temono e allo stesso tempo odiano profondamente, in quanto sono gli unici che si oppongono con fermezza alle loro iniquità. Nonostante le dimensioni, gli Warg non dimostrano di essere creature particolarmente coraggiose, preferendo attaccare in gran numero il nemico, durante la notte, proprio come fa il lupo comune.
Gli Orchi a cavallo di Warg appaiono per la prima volta nella Storia di Tinúviel, una versione primaria della storia di Beren e Lúthien scritta attorno al 1920 e pubblicata postuma come parte di The History of Middle-earth. Nell'opera cinematografica Lo Hobbit invece, gli Warg appaiono due volte; la prima, operando con gli Orchi nel tentativo di acciuffare Bilbo Baggins e la sua piccola compagnia rifugiata sulle cime degli alberi, e la seconda nella Battaglia dei Cinque Eserciti affiancando l'esercito di Orchi di Bolg. Ne La Compagnia dell'Anello attaccano i "Nove Viandanti" in un'imboscata notturna nell'Eregion.
Infine, ne Le due torri vengono menzionati di sfuggita lungo i guadi dell'Isen, prima della Battaglia del Fosso di Helm, cavalcati da alcuni Orchi dell'esercito di Saruman.
I due Warg più importanti e feroci sono stati Draugluin e Carcharoth:
- Draugluin era una belva terribile dalla grande forza, creata e cresciuta nel male da Sauron, signore di lupi mannari di Angband. Egli muore per mano di Huan, "il Cane dei Valar", sul ponte di Tol-in-Gaurhoth.[12]
- Carcharoth, cioè "Fauci Rosse", chiamato anche "Anfauglir Fauci riarse", fu invece proprietà di Morgoth, il quale scelse uno dei cuccioli della razza di Draugluin e lo nutrì con carne viva, ponendo il proprio potere su di lui, facendogli entrare in corpo, il fuoco e la furia degli inferi, facendolo divenire ancor più terribile e famelico di quanto già non lo fosse. Il lupo demoniaco crebbe rapidamente all'inverosimile, tanto da non poter più entrare in nessuna tana, quindi Morgoth, soddisfatto del suo risultato, lo fece giacere prima ai suoi piedi, nelle profondità di Angband, e successivamente, avendo avuto il sentore della minaccia di Huan, che aveva già ucciso Draugluin, lo confinò ai cancelli della sua tetra fortezza a fare un'insonne guardia.[13] Carcharoth fu ucciso presso le cascate dell'Esgalduin da Huan, il quale anch'egli perì, per colpa del morso velenoso della bestia infernale.[14]

## Nella cultura di massa
Il warg è presente anche in molte altre circostanze: è il caso di diversi giochi di ruolo, come le ambientazioni di Dungeons & Dragons così come in Warcraft. In quest'ultima serie sono lupi più grossi ed intelligenti, spesso addomesticati dagli orchi e usati come cavalcature. Assumono tale ruolo anche nella serie di videogiochi Castlevania, dove in un caso sono montati da lupi mannari.
I warg (che in italiano si chiamano Metamorfi) sono presenti anche in Cronache del ghiaccio e del fuoco di George R. R. Martin, dove sono esseri umani che hanno un legame telepatico ed empatico con i lupi: quando questo legame è attivo gli umani percepiscono le stesse emozioni dei lupi. Questo accade in particolare ai personaggi che sono legati ai lupi giganti detti meta-lupi ('direwolf' nella versione originale inglese), una specie che si ritiene estinta e che ricompare all'inizio del primo romanzo. Questi animali si ispirano a una specie di lupo gigante nordamericano estinta circa 4.000 anni fa e rarissima dalla fine del Pleistocene. Nel Ciclo dell'Eredità sono invece presenti gli Shrrg, probabilmente ispirati ai warg, lupi con zampe "come scudi" e, come afferma Orik, abbastanza forti e agili per cacciare i Nagra e inseguire le Feldunost (rispettivamente cinghiali e capre giganti).
Per le Cronache del Ghiaccio e del Fuoco, George RR Martin ha coniato il verbo "to warg", che ha il significato di "entrare nel corpo di un animale (o di una persona)", riferendosi ai Metamorfi come Bran Stark.
Oltre a ciò, i warg sono presenti anche nei videogiochi Final Fantasy I, EverQuest, EverQuest II, Orcs & Elves, Gothic e The Witcher 3.